# Longiscutella
Longiscutella is een geslacht van wantsen uit de familie van de Tingidae (Netwantsen). Het geslacht werd voor het eerst wetenschappelijk beschreven door Livingstone & Jeyanthibai in 1995.

## Soorten
Het genus is monotypisch en bevat alleen de volgende soort:

- Longiscutella menoni Livingstone & Jeyanthibai, 1995